# Xanthothecium
Xanthothecium — рід грибів родини Onygenaceae. Назва вперше опублікована 1973 року.

## Класифікація
До роду Xanthothecium відносять 1 вид:
- Xanthothecium peruvianum

## Поширення та середовище існування
Знайдений на цистах Heterodera rostroehiensis в Перу.